# U Got 2 Know (remix)
'U Got 2 Know (remix)' è un brano del 1993 dei Cappella.
Il disco stazionò per tre settimane nella classifica inglese arrivando al quarantatreesimo posto.
I cappello hanno rivisitato il brano nel 2002, 2007 e 2010.

## Tracce
1. U Got 2 Know (The Ultimate Edit) 3:55
2. U Got 2 Know (3 AM Ultimate Mix) 6:36
3. U Got 2 Know (4 AM Ultimate Mix) 6:00
4. U Got 2 Know (Serie A Mix) 4:49
5. U Got 2 Know (R.A.F.'s Maxizone Remix) 5:19
6. U Got 2 Know (D.J. Professor's Ephemerals) 5:37
7. U Got 2 Know (Martini Trance) 5:19[2]